# Comuna Nowa Wieś Wielka
Gmina Nowa Wieś Wielka este o comună (în poloneză: gmina) rurală în powiat Bydgoszcz, voievodatul Cuiavia și Pomerania, Polonia.
Comuna acoperă o suprafață de 148,47 km² și are, potrivit datelor din anul 2006, o populație de 8.176.